# Club Defensor Porvenir
Defensor Porvenir es un club de fútbol peruano, con sede en el distrito de El Porvenir, Trujillo, en el departamento de La Libertad. Fue fundado en 1964 y participa en la Copa Perú.

## Historia
En la Copa Perú 2004 clasificó a la Etapa Regional tras superar en la semifinal departamental de La Libertad a Alianza Huamachuco. Luego de ganar el campeonato departamental tras vencer en la final por 2-1 a Sport Vallejo de Trujillo, participó en la Regional donde quedó eliminado al finalizar en el último lugar del grupo B de la Región II.
Llegó nuevamente a la Etapa Regional en la Copa Perú 2008 donde logró el primer lugar de su grupo y clasificó a la Etapa Nacional. Fue eliminado en octavos de final por Atlético Torino luego de perder en la ida por 3-0 como local y ganar por 2-1 en Talara.
En 2015 clasificó al cuadrangular final de la Etapa Provincial de Trujillo siendo eliminado tras acabar en tercer lugar detrás de Carlos Tenaud y Víctor Arana. Al año siguiente fue campeón provincial de Trujillo y clasificó a la Etapa Departamental donde fue eliminado en la semifinal de la Zona Costa por Sport Chavelines Juniors de Pacasmayo.
Tras no participar en 2019 de su liga descendió a Segunda Distrital y en 2022 logró el retorno a la Primera División de El Porvenir.
En la Copa Perú 2023 fue campeón de la Etapa Departamental de La Libertad y accedió a la Etapa Nacional luego de 15 años donde terminó en cuarto lugar de la tabla general de la fase regular. Enfrentó en dieciseisavos de final a Star Áncash al que eliminó por un marcador global de 9-5 y en octavos de final superó a Diablos Rojos de Huancavelica tras perder 6-2 como visitante y vencer 9-1 como local. En cuartos de final enfrentó en partido único a San Marcos donde perdió por 2-1 y no pudo obtener el ascenso a Liga 2.
En 2024 empezó su participación en la Etapa Departamental pero quedó eliminado luego de no superar la fase de grupos al terminar en el segundo lugar del grupo B de la Zona Costa.

## Estadio
El club juega de local en el estadio Víctor Raúl Haya De La Torre de propiedad de la Municipalidad Distrital de El Porvenir.

## Entrenadores
- Juan Caballero (2008)
- Salomón Paredes (2008)
- Salomón Paredes (2015)
- Paul Varas (2022-2023)
- Marco Sampén (2023)
- Carlos Arteaga (2023)
- José Soto (2024)

## Palmarés

### Torneos regionales
| Competición regional                    | Títulos                             | Subcampeonatos |
| --------------------------------------- | ----------------------------------- | -------------- |
| Liga Departamental de La Libertad (2/1) | 2004, 2023.                         | 2008.          |
| Liga Provincial de Trujillo (1/2)       | 2016.                               | 2008, 2023.    |
| Liga Distrital de El Porvenir (6/1)     | 2008, 2014, 2015, 2016, 2023, 2025. | 2017.          |